# 毛毛虫区

毛毛虫区（Bruco）：是義大利錫耶納的17個堂區之一。位于锡耶纳市中心田野广场以北。传统上，其居民从事丝绸贸易。
该区标志为一只爬在玫瑰上的毛毛虫。区旗主要为绿黄两色，镶蓝色边。
主保为圣母往见，7月2日庆祝。其同盟为豪猪区、贝壳区和塔区，自从结束与邻区长颈鹿区的敌意后，已没有正式的敌人。2008年在赛马节中获胜。
毛毛虫区是四个高贵区之一，1369年赢得此称号。
它的座右铭是："Come rivoluzion suona il mio nome"（我的名字听起来多么革命）。
该区最后一次在赛马节中获胜，是在2008年8月16日。它曾获得37次胜利。